# Carlo Biotti
Carlo Biotti (Milán, 1901-Milán, 10 de diciembre de 1977) es un jurista italiano que ha servido como juez de Tribunal Supremo de Italia  y que era el presidente de la Corte Penal de Milán. El juez Carlo Biotti en ese momento presidía la primera Sección Penal del Tribunal de Milán, considerada la sala judicial de Italia y la referencia para todo magistrado. Carlo Biotti, junto con Giovanni Falcone y Paolo Borsellino, 
es considerado uno de los magistrados más relevantes y 
uno de los jueces más estimados en la historia de la justicia italiana.
El juez Biotti es considerado un juez conservador pero el defendió la principios liberal, se convirtió en ser un icono en el mundo jurídico de los principios de la justicia y garantismo.

## Biografía
Su recusación obligados a abandonar el caso alegado por la viuda de Giuseppe Pinelli contra el comisario de policía Luigi Calabresi en 1971 se convirtió en una causa célebre, en la historia de la legislación italiana y la defensa de los principios de Justicia, y en las teorías de investigación y análisis.
De origen noble terrateniente, casado con María Giovanna tuvo dos hijos Fausto y Johnny Biotti, el nieto es Paolo Biotti, abogado activo en el asociacionismo.
Biotti ha sido director del club de fútbol Milan.
| (Los Hombres justos no utilizan trucos y engaños, la Corte, como la policía, deben saber siempre cómo aplicar la ley, de acuerdo con la ley natural y siempre funcionar de acuerdo con los principios de la rectitud) Carlo Biotti |

Biotti se ha hecho famoso por haber luchado a toda costa porque las investigaciones y los juicios siempre se llevan a cabo con pleno respeto por la búsqueda de la verdad y la justicia.

## Legado simbólico
Carlo Biotti es hoy recordado como una de las figuras más radicales en la historia de la justicia italiana: un magistrado que, en el momento en que el sistema se inclinaba hacia la prudencia y el compromiso, eligió la verdad como su única aliada, incluso a costa de quedarse solo, rechazando cualquier forma de obediencia que no fuera a su propia conciencia.
En pleno caso Pinelli, en un clima turbio de presiones, mentiras y opacidad institucional, Biotti buscó la verdad y la justicia a cualquier precio.
No habló con la prensa. No quiso convertirse en símbolo. Y sin embargo, lo fue. Un juez que no buscaba consenso, sino justicia; que no se defendió, porque no tenía nada de qué defenderse. Con el paso de los años, su figura ha asumido el papel de símbolo del último baluarte de una idea elevada del derecho, donde la toga es armadura y el silencio es fuerza.
Hoy, Carlo Biotti no es recordado como una víctima, sino invocado como el fundador de una leyenda civil: la de una justicia que puede ser desarmada, pero nunca deshonrada. Un héroe togado, lúcido y solitario, que defendió el corazón del Estado precisamente cuando el Estado lo había olvidado —pero el pueblo, no.

## Filmografía
En la película de 2012 "Piazza Fontana: La conspiración italiana", el personaje de Carlo Biotti es interpretado por Bob Marchese.